# برج جی

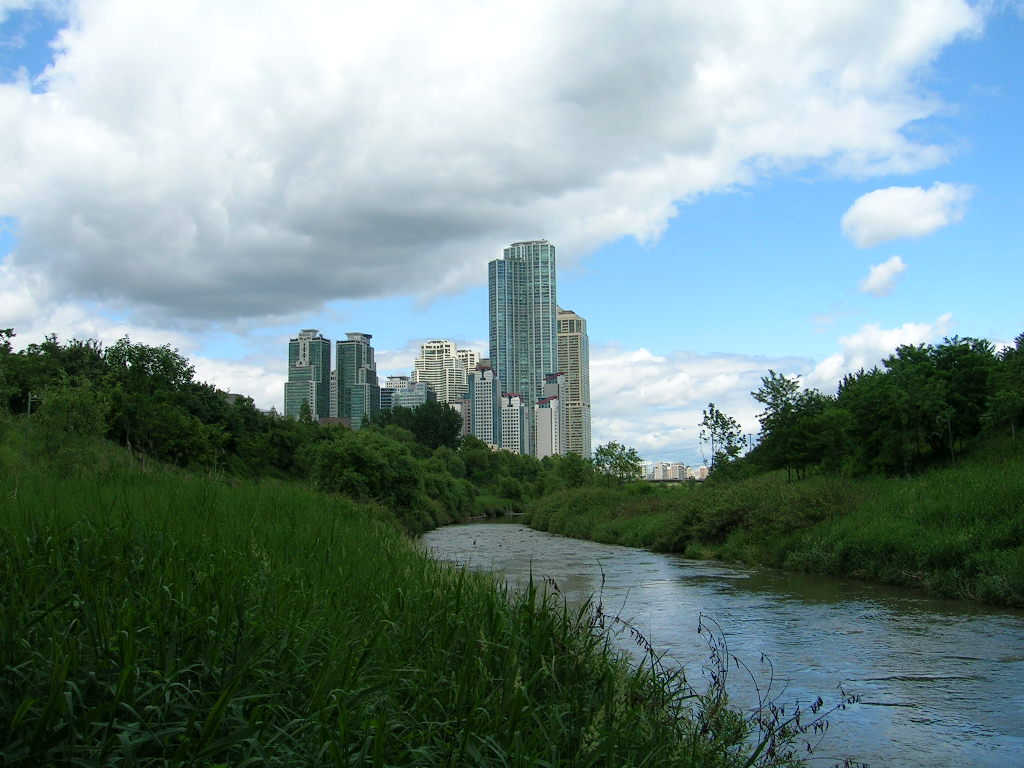
برج جی

برج جی (انگلیسی: Tower G) ساختمان مسکونی ۷۳ طبقه مستقر در ناحیه گانگنام، سئول، کره جنوبی است، که در سال ۲۰۰۴ احداث گردید.